# Dąbrówka Wielka (gromada)
Dąbrówka Wielka – dawna gromada, czyli najmniejsza jednostka podziału terytorialnego Polskiej Rzeczypospolitej Ludowej w latach 1954–1972.
Gromady, z gromadzkimi radami narodowymi (GRN) jako organami władzy najniższego stopnia na wsi, funkcjonowały od reformy reorganizującej administrację wiejską przeprowadzonej jesienią 1954 do momentu ich zniesienia z dniem 1 stycznia 1973, tym samym wypierając organizację gminną w latach 1954–1972.
Gromadę Dąbrówka Wielka z siedzibą GRN w Dąbrówce Wielkiej (obecnie w granicach Piekar Śląskich) utworzono – jako jedną z 8759 gromad na obszarze Polski – w powiecie tarnogórskim w woj. stalinogrodzkim, na mocy uchwały nr 23/54 WRN w Stalinogrodzie z dnia 5 października 1954. W skład jednostki wszedł obszar dotychczasowej gromady Dąbrówka Wielka (z wyłączeniem niektórych parceli z kart 1 i 2 obrębu Dąbrówka Wielka, włączonych do miasta Brzeziny Śląskie) ze zniesionej gminy Dąbrówka Wielka oraz kolonia Dołki (tzn. niektóre parcele z obrębu Kamień z karty 1/1 i 2/3) ze zniesionej gminy Brzozowice-Kamień w tymże powiecie. Dla gromady ustalono 27 członków gromadzkiej rady narodowej.
20 grudnia 1956 województwo stalinogrodzkie przemianowano (z powrotem) na katowickie.
1 stycznia 1958 gromadę Dąbrówka Wielka zniesiono w związku z nadaniem jej statusu osiedla (1 stycznia 1973 osiedle Dąbrówka Wielka stało się częścią miasta Brzeziny Śląskie, a 27 maja 1975 – wraz z nim – częścią Piekar Śląskich).